# Hôtel El Tovar
L'hôtel El Tovar (en anglais : El Tovar Hotel) est un hôtel américain situé à Grand Canyon Village, dans le comté de Coconino, en Arizona. Protégé au sein du parc national du Grand Canyon, cet établissement ouvert en 1905 est inscrit au Registre national des lieux historiques depuis le 6 septembre 1974. Propriété contributrice au district historique de Grand Canyon Village, un district historique créé le 20 novembre 1975, il est classé National Historic Landmark depuis le 28 mai 1987. Opéré par Xanterra Travel Collection, il est membre des Historic Hotels of America depuis 2012.